# Reinhold Merkelbach
Reinhold Merkelbach (* 7. Juni 1918 in Grenzhausen; † 28. Juli 2006) war ein deutscher Klassischer Philologe und Epigraphiker.

## Leben
Reinhold Merkelbach, aus einer Westerwälder Unternehmerfamilie (Steinzeugfabrik) stammend, studierte 1937 bis 1938 in München und 1945 bis 1947 in Hamburg Klassische Philologie bei Bruno Snell. Unterbrochen wurde sein Studium durch den Kriegsdienst. Merkelbach wurde 1947 an der Universität Hamburg promoviert und dort auch 1950 habilitiert. Noch 1950 erfolgte die Umhabilitation an die Universität zu Köln. Von 1957 bis 1961 wirkte er als ordentlicher Professor an der Universität Erlangen, von 1961 bis zur Emeritierung 1983 an der Universität zu Köln.

## Wirken
Schwerpunkt von Merkelbachs Forschungstätigkeit bildete zum einen die antike Religionsgeschichte, über die er zahlreiche Arbeiten veröffentlichte (auch über die Beziehungen zwischen der Religion und dem antiken Roman). Ferner forschte er zu Homer, Hesiod und Platon. Zum anderen war er seit den 1970er Jahren maßgeblich am Aufbau eines Forschungsschwerpunkts zur antiken Epigraphik und Papyrologie an der Universität zu Köln beteiligt. Zusammen mit Mitarbeitern und Schülern gab er zahlreiche Inschriftensammlungen heraus, vor allem in der Reihe Inschriften griechischer Städte aus Kleinasien. Merkelbach war ferner (Mit-)Herausgeber mehrerer Schriftenreihen (Beiträge zur klassischen Philologie, Papyrologische Texte und Abhandlungen, Beiträge zur Altertumskunde) und Zeitschriften (Zeitschrift für Papyrologie und Epigraphik, Epigraphica Anatolica).
Zu seinen Schülern zählen unter anderem Walter Ameling, Gerhard Binder, Wolfgang Blümel, Thomas Corsten, Helmut Engelmann, Michael Erler, Kweku Arku Garbrah, Joachim Gruber, Albert Henrichs, Ludwig Koenen, Bärbel Kramer, Johannes Kramer, Wolfgang Dieter Lebek, Georg Petzl, Markus Stein, Heinz-Josef Thissen, Jürgen Trumpf, Cornelia Römer und Günter Wojaczek.

## Ehrungen und Mitgliedschaften
Merkelbach erhielt 1978 die Ehrendoktorwürde der Universität Besançon. Seit 1981 war er ordentliches Mitglied der Nordrhein-Westfälischen Akademie der Wissenschaften und der Künste, ferner seit 1986 korrespondierendes Mitglied der British Academy. Von 1968 bis 1971 war er Mitglied, von 1974 bis 1980 Vizepräsident des Comité International de Papyrologie/International Committee of Papyrology.

## Schriften
- Untersuchungen zur Odyssee (= Zetemata. Heft 2). C. H. Beck, München 1951 (2., durchgesehene und erweiterte Auflage, ebenda 1969).
- Die Quellen des griechischen Alexander-Romans (= Zetemata. Heft 9). C. H. Beck, München 1954 (2., neubearbeitete Auflage unter Mitwirkung von Jürgen Trumpf, ebenda 1977, ISBN 3-406-03249-4).
- Roman und Mysterium in der Antike. C. H. Beck, München 1962.
- Isisfeste in griechisch-römischer Zeit. Daten und Riten (= Beiträge zur klassischen Philologie. Heft 5). Hain, Meisenheim am Glan 1963.
- mit Helmut van Thiel: Griechisches Leseheft zur Einführung in Paläographie und Textkritik (= Studienhefte zur Altertumswissenschaft. Heft 10). Vandenhoeck & Ruprecht, Göttingen 1965.
- mit Martin Litchfield West: Fragmenta Hesiodea. Clarendon Press, Oxford 1967 (2. bearbeitete Auflage, ebenda 1984).
- Die Inschriften von Erythrai und Klazomenai. Teil 1: Nr. 1–200 (= Inschriften griechischer Städte aus Kleinasien. Band 1). Dr. Rudolf Habelt, Bonn 1972, ISBN 3-7749-1245-9.
- Die Inschriften von Erythrai und Klazomenai. Teil 2: Nr. 201–536 (= Inschriften griechischer Städte aus Kleinasien. Band 2). Dr. Rudolf Habelt, Bonn 1973, ISBN 3-7749-1250-5.
- Kritische Beiträge zu antiken Autoren. Mit den Fragmenten aus Ekphantos „Über das Königtum“ (= Beiträge zur klassischen Philologie. Heft 47). Hain, Meisenheim am Glan 1974, ISBN 3-445-01051-X.
- Weihegrade und Seelenlehre der Mithrasmysterien (= Rheinisch-Westfälische Akademie der Wissenschaften: Vorträge. Band G 257). Westdeutscher Verlag, Opladen 1982, ISBN 3-531-07257-9.
- Mithras. Hain, Königstein im Taunus 1984, ISBN 3-445-02329-8 (2. Auflage unter dem Titel: Mithras. Ein persisch-römischer Mysterienkult. Beltz/Athenäum, Weinheim 1994, ISBN 3-89547-045-7; 3. Auflage unter dem erweiterten Titel, VMA-Verlag, Wiesbaden 1998, ISBN 3-928127-61-6).
- Mani und sein Religionssystem (= Rheinisch-Westfälische Akademie der Wissenschaften: Vorträge. Band G 281). Westdeutscher Verlag, Opladen 1986, ISBN 3-531-07281-1.
- Welche Folgen hatte der Gebrauch der Schrift? Über die Erfindung der Schrift in Mesopotamien und ihre Folgen in der Kultur der Griechen. Festrede anläßlich der 175-Jahr-Feier der Firma B. G. Teubner am 7. März 1986 im Deutschen Literaturarchiv. Teubner, Stuttgart 1986.
- Nikaia in der römischen Kaiserzeit (= Rheinisch-Westfälische Akademie der Wissenschaften: Vorträge. Band G 289). Westdeutscher Verlag, Opladen 1987, ISBN 3-531-07289-7.
- Die Unschuldserklärungen und Beichten im ägyptischen Totenbuch, in der römischen Elegie und im antiken Roman (= Universitätsbibliothek Gießen: Kurzberichte aus den Papyrus-Sammlungen. Nummer 43). Universitätsbibliothek Gießen, Gießen 1987.(Digitalisat).
- Die Hirten des Dionysos. Die Dionysos-Mysterien der römischen Kaiserzeit und der bukolische Roman des Longus. Teubner, Stuttgart 1988, ISBN 3-519-07410-9 (italienische Übersetzung: I misteri di Dioniso. Il dionisismo in età imperiale romana e il romanzo pastorale di Longo. ECIG, Genova 1991, ISBN 88-7545-443-4).
- Zwei griechisch-ägyptische Weihezeremonien (die Leidener Weltschöpfung, die Pschai-Aion-Liturgie) (= Abrasax. Band 3; = Papyrologica Coloniensia. Band 17). Westdeutscher Verlag, Opladen 1992, ISBN 3-531-09932-9.
- Die Bedeutung des Geldes für die Geschichte der griechisch-römischen Welt (= Lectio Teubneriana. Band 1). Teubner, Stuttgart/Leipzig 1992, ISBN 3-519-07550-4 (polnische Übersetzung: Znaczenie pienia̜dza dla dziejów grecko-rzymskiego świata. Uniw. Mikołaja Kopernika, Toruń 1996, ISBN 83-231-0752-1).
- Isis regina – Zeus Sarapis. Die griechisch-ägyptische Religion nach den Quellen dargestellt. Teubner, Stuttgart/Leipzig 1995, ISBN 3-519-07427-3 (2., verbesserte Auflage, Saur, München/Leipzig 2001, ISBN 3-598-77427-3).
- Hestia und Erigone. Vorträge und Aufsätze. Teubner, Stuttgart 1996, ISBN 3-519-07438-9.
- Philologica. Ausgewählte kleine Schriften. Teubner, Stuttgart 1997, ISBN 3-519-07439-7.
- mit Josef Stauber: Steinepigramme aus dem griechischen Osten. 5 Bände, Saur, München/Leipzig 1998–2004, ISBN 3-519-07446-X (Band 1), ISBN 3-598-77447-8 (Band 2), ISBN 3-598-77448-6 (Band 3), ISBN 3-598-73007-1 (Band 4), ISBN 3-598-73008-X (Band 5).
- mit Josef Stauber: Jenseits des Euphrat. Griechische Inschriften. Ein epigraphisches Lesebuch. K. G. Saur, München/Leipzig 2005, ISBN 3-598-73025-X.